# Triple Islands
Der Triple Islands (aus dem Englischen sinngemäß übersetzt Dreifachinseln) sind drei kleine und dicht aneinandergereihte Felseninseln vor der Küste des ostantarktischen Adélielands. Sie liegen unmittelbar östlich der Spitze der Zélée-Gletscherzunge und 600 m südsüdöstlich der Double Islands.
Luftaufnahmen entstanden bei der US-amerikanischen Operation Highjump (1946–1947). Teilnehmer einer von 1949 bis 1951 dauernden französischen Antarktisexpedition unter der Leitung von André-Franck Liotard (1905–1982) kartierten sie und benannten sie als Île Triple (französisch für Dreifachinsel). Diese Benennung wurde 1956 vom Advisory Committee on Antarctic Names angepasst.